# Duke Nukem Mobile
Duke Nukem Mobile — спин-оффы серии Duke Nukem, разработанные MachineWorks Northwest для мобильных телефонов и выпущенные 3D Realms.

## Duke Nukem Mobile
Скролл-шутер с оригинальной графикой, выпущенный 15 января 2004 года для игры на Motorola T720, LGE VX4400, VX4500 LGE, LGE VX6000 и Samsung SCH-A530. В игре 15 уровней и её цель состоит в уничтожении всех врагов и боссов. Когда босс умирает, из него выпадает ключ-карта, которая открывает доступ к следующему уровню. Предсмертный вопль Дюка Нюкема в игре напоминает рёв пришельцев из Duke Nukem 3D.

## Duke Nukem Mobile II: Bikini Project
В сентябре 2005 года для тех же моделей мобильных телефонов было выпущено продолжение под названием Duke Nukem Mobile II: Bikini Project, фактически, повторно использующее большинство спрайтов из предыдущей игры, сразу после окончания которой происходит действие второй части. Несмотря на то, что геймплей остался прежним, игрок может воспользоваться реактивным ранцем и попытаться перелететь препятствия, однако необходимо следить за расходом топлива.

## Duke Nukem Mobile 3D
Шутер от первого лица, выпущенный в мае 2004 года для Tapwave Zodiac, получил название Duke Nukem Mobile, тогда как большинство графических элементов, включая спрайты врагов и оружие в режиме HUD были позаимствованы из Duke Nukem 3D. Сама игра состоит из 21 короткого уровня, причём действие разворачивается на улицах, стрип-клубах, кладбищах, особняках и, вдобавок ко всему прочему, главный герой оказывается на футуристическом дирижабле. Для того, чтобы перейти на следующий уровень надо уничтожить всех врагов, которые присутствуют на данном уровне. У последнего из них будет ключ-карта, открывающая путь дальше.
Улучшенная версия игры, получившая впоследствии название Duke Nukem Mobile 3D, для которой враги создавались посредством полигонального моделирования, летом 2005 года была портирована на мобильные телефоны. Уже под названием Duke Nukem Arena игра была выпущена вновь весной 2007 года и кроме нового режима выживания, в ней появился также мультиплеер «Deathmatch», где могли участвовать до 4-х игроков.

## Приём
Стефан Палли из GameSpot, высоко оценивший Duke Nukem Mobile, назвал «фантастичными» визуальную составляющую игровой среды и звуковые эффекты, однако отметил, что хоть какая-нибудь энергичная игровая музыка значительно способствовала бы её прохождению. Проблемы с управлением вынудили обозревателя IGN Леви Бучанана отстреливаться обеими руками, вытанцовывая так быстро, как только можно, когда он играл в Duke Nukem Mobile 3D на LG VX8100.